# Community TSC
Community TSC was een distributed computing-project waarbij werd gezocht naar een medicijn tegen Tubereuze Sclerose Complex (ziekte van Bourneville-Pringle).
De ziekte van Bourneville-Pringle is een ernstige kinderziekte. Het is een erfelijke afwijking die kan leiden tot tumoren in meerdere organen. Het project is begonnen om efficiënter en tegen lagere kosten naar potentiële medicijnen te kunnen zoeken. Men test met computerberekeningen moleculen tegen verschillende ziektes door gebruik te maken van de TSC-client. Moleculen die positief uit de test komen, worden aan wetenschappers doorgegeven, die ze dan in het echt kunnen testen tegen de ziekte.
Op 15 april 2009 is dit project gestopt.